# Pacman-G2
Le gestionnaire de paquets Pacman-g2 accompagne la distribution Frugalware. C'est une version complètement réécrite de la version cvs non-encore-sortie de pacman-g1 d'Aurelien Foret (Judd Vinet avait écrit l'ancien pacman-g1). Si vous souhaitez manipuler les paquets, vous devez toujours utiliser la commande pacman-g2.
Les commandes pacman et pacman-g2 sont identiques, pacman étant un lien symbolique vers pacman-g2. Il est préférable d'utiliser le nom pacman-g2 dans la commande car le lien symbolique peut disparaitre prochainement avec la sortie de Kalgan ou une release suivante.

## Commandes de base
- pacman-g2 -Sy Rafraîchir la base de données des paquets
- pacman-g2 -Su Mettre à jour le système
- pacman-g2 -Syu Combinaison des commandes précédentes, ce qui va mettre à jour la base de données, comparer avec les paquets installés localement et installer dans la foulée toutes les mises à jour disponibles.
- pacman-g2 -S nomdupaquet Installer un paquet
- pacman-g2 -Rc nomdupaquet Désinstaller un paquet
- pacman-g2 -Ss nomdupaquet Rechercher un paquet dans les noms et les descriptions de paquets

### Équivalences des commandes Apt - pacman-g2
Voici les équivalences des commandes entre celles du logiciel Apt (utilisé sur les distributions Ubuntu, Debian...), avec celles de pacman-g2.
| Action                                             | Commande APT         | Commande Pacman      |
| -------------------------------------------------- | -------------------- | -------------------- |
| Rafraîchir la base de données des paquets          | apt-get update       | pacman-g2 -Sy        |
| Mettre à jour les paquets vers la nouvelle version | apt-get upgrade      | pacman-g2 -Su        |
| Installer un nouveau paquet                        | apt-get install foo  | pacman-g2 -S foo     |
| Retirer un paquet                                  | apt-get remove foo   | pacman-g2 -Rc foo    |
| Chercher dans la liste des paquets                 | apt-cache search foo | pacman-g2 -Ss foo    |
| Installer un paquet depuis un fichier              | dpkg -i foo.deb      | pacman-g2 -A foo.fpm |
| Nettoyer le cache des paquets                      | apt-get clean        | pacman-g2 -Sc        |